# Joshua Brillante
Joshua Brillante (Bundaberg, 25 maart 1993) is een Australisch voetballer die bij voorkeur als centrale middenvelder speelt. Hij verruilde in 2014 Newcastle Jets voor ACF Fiorentina. In 2013 debuteerde hij in het Australisch voetbalelftal.

## Clubcarrière
Brillante debuteerde op 3 december 2010 voor Gold Coast United in de Australische A-League tegen North Queensland Fury. Op 12 mei 2012 tekende hij bij reeksgenoot Newcastle Jets. Na twee seizoenen bij The Jets werd hij in juli 2014 voor een transferbedrag van één miljoen euro verkocht aan het Italiaanse ACF Fiorentina, waar hij een tweejarig contract ondertekende. Op 30 augustus 2014 debuteerde hij voor La Viola in de Serie A op de openingsspeeldag van het seizoen 2014/15. Hij werd na 35 minuten gewisseld door coach Vincenzo Montella. Zeven minuten eerder was hij verantwoordelijk voor een tegendoelpunt van Radja Nainggolan.